# Jiří Vokněr
Jiří Vokněr, född den 12 maj 1931 i Nymburk, död 29 maj 2018, var  en tjeckoslovakisk kanotist.
Han tog bland annat VM-guld i C-1 10000 meter i samband med sprintvärldsmästerskapen i kanotsport 1954 i Mâcon.